# Phêrô Trần Đình Tứ
Phêrô Trần Đình Tứ (sinh 1937) là một giám mục người Việt của Giáo hội Công giáo Rôma. Ông nguyên là Giám mục chính tòa thứ ba của Giáo phận Phú Cường và là nguyên Chủ tịch Ủy ban Phụng Tự của Hội đồng Giám mục Việt Nam trong ba nhiệm kỳ liên tiếp, kéo dài từ năm 2007 đến năm 2016. Khẩu hiệu Giám mục của ông là "Yêu Rồi Làm".
Giám mục Trần Đình Tứ sinh tại Thái Bình, bắt đầu con đường tu trì từ năm 11 tuổi. Sau khoảng thời gian 17 năm tu học, ông được truyền chức linh mục tháng 4 năm 1965. Sau khi trở thành linh mục, ông đảm nhận chức phó xứ Lễ Trang trong thời gian ngắn và được chuyển làm phó xứ Chính Tòa Phú Cường. Linh mục Tứ sau đó được cử đi du học và nhận được hai văn bằng Tiến sĩ Giáo luật và Cử nhân Phụng vụ.
Về Việt Nam, ông đảm nhận nhiều vai trò quan trọng trong giáo phận cũng như trở thành Tổng Thư ký Ủy ban Phụng tự trực thuộc Hội đồng Giám mục Việt Nam. Tòa Thánh bổ nhiệm linh mục Trần Đình Tứ làm giám mục chính tòa Phú Cường tháng 11 năm 1998 và nghi thức tấn phong cử hành tại Rôma vào đầu tháng 1 năm 1999.
Thời làm giám mục, ông đảm nhận nhiều vai trò trong đời sống tôn giáo trong và ngoài nước. Ông cũng là giám mục khởi công và hoàn tất nhà thờ chính tòa Phú Cường.

## Thân thế và tu tập
Giám mục Trần Đình Tứ sinh ngày 2 tháng 3 năm 1937 tại Thuần Túy, nay thuộc xã Đông La, huyện Đông Hưng, tỉnh Thái Bình, thuộc Giáo phận Thái Bình. Song thân là ông Phêrô Trần Văn Thường và bà Maria Phạm Thị Tèo. Năm 11 tuổi, ông bắt đầu con đường tu học của mình bằng việc nhập học tại Tiểu chủng viện Mỹ Đức, Thái Bình, với sự bảo trợ của linh mục nghĩa phụ Đa Minh Phạm Hữu Tư. Ngay năm đầu tiên ở Tiểu chủng viện, chủng sinh Trần Đình Tứ bị Giám đốc Chủng viện đuổi học do quy kết cậu vừa xướng kinh vừa đốt pháo khi cậu này làm rớt đế đèn dầu. Sau khi nài nỉ, cùng với sự khó khăn trong đi lại trong hoàn cảnh chiến sự, chủng sinh Tứ được chấp thuận tiếp tục tu học. Chủng sinh Tứ cũng từng bị nhiều giáo sư chủng viện bỏ phiếu loại khỏi chủng viện, tuy vậy vẫn tiếp tục được theo học. Sau khi Hiệp định Genève có hiệu lực, chủng sinh Tứ di cư vào miền Nam, học tại Tiểu chủng viện Phan Rang, Tấn Tài. Sau một năm tại Tiểu chủng viện Phan Rang, Trần Đình Tứ được cử đi du học và học tại học viện Albertô, Hồng Kông phân môn Triết học năm 1955.
Trở về Việt Nam ba năm sau đó, chủng sinh Trần Đình Tứ được cử giúp xứ, dạy học tại trường Nguyễn Duy Khang, Thành phố Sài Gòn. Sau khi hoàn tất chương trình Triết học, cậu được cử đi du học Rôma, nhưng bỏ lỡ cơ hội do bị thủng phổi. Từ năm 1961, cậu bắt đầu học phân môn Thần học tại Đại Đại Chủng viện thánh Giuse, Sài Gòn và học tại đây đến năm 1965.

## Linh mục
Ngày 29 tháng 4 năm 1965, Phó tế Phêrô Trần Đình Tứ được truyền chức linh mục do giám mục chính tòa Giáo phận Mỹ Tho Giuse Trần Văn Thiện cử hành. Sau khi trở thành linh mục, linh mục Tứ được bổ nhiệm đảm nhận vai trò linh mục phó giáo xứ Lễ Trang, hạt Phú Giáo, giáo phận Phú Cường trong thời gian ngắn trước khi được điều chuyển giữ chức linh mục phó giáo xứ chính tòa Phú Cường.
Năm 1968, linh mục Trần Đình Tứ được cử đi du học tại Rôma và đạt được hai văn bằng Tiến sĩ Giáo luật và Cử nhân Phụng vụ. Sau 5 năm du học, ông trở về Việt Nam và được bổ nhiệm giữ chức phó Giám đốc Tiểu Chủng viện Thánh Giuse Phú Cường. Đến năm 1975, ông trở thành Giám đốc Đại Chủng viện Thánh Giuse Phú Cường và giữ chức này đến năm 1988.
Từ năm 1987, linh mục Phêrô Trần Đình Tứ đảm nhận vai trò linh mục chánh xứ nhà thờ chính tòa Phú Cường kiêm Quản hạt giáo hạt Phú Cường và Chánh án Tòa án hôn phối giáo phận Phú Cường. Song song cùng chức vụ này, ông đảm nhận vai trò Giáo sư hai môn Phụng vụ và Luân lý tại Đại Chủng viện Sài Gòn từ năm 1985.
Từ năm 1985 đến năm 1991, linh mục Phêrô Trần Đình Tứ đảm nhận vai trò linh mục Tổng Thư ký Ủy ban Phụng tự trực thuộc Hội đồng Giám mục Việt Nam.

## Giám mục
Ngày 5 tháng 11 năm 1998, Tòa Thánh thông báo bổ nhiệm linh mục Phêrô Trần Đình Tứ làm tân Giám mục chính tòa Giáo phận Phú Cường. Tòa Thánh gửi thư mời giám mục Tứ đến Rôma để giáo hoàng Gioan Phaolô II chủ sự nghi thức Tấn phong Giám mục, nghi thức Tấn phong được diễn ra vào ngày 6 tháng 1 cùng năm. Theo lời của chính Giám mục Tứ, sau khi được Tòa Thánh đề cử, việc đề cử ông gặp nhiều cản trở, chỉ được giải quyết bốn năm sau đó. Giáo phận Phú Cường lúc này có 63 linh mục triều và 1 linh mục dòng. Ngoài ra còn có 29 đại chủng sinh và 67 nữ tu.
Tân giám mục được tấn phong vào ngày 6 tháng 1 năm 1999 bởi Thánh Giáo hoàng Gioan Phaolô II tại đền thờ Thánh Phêrô tại Vatican. Khẩu hiệu Giám mục của ông là: "Yêu rồi làm". Một ngày sau lễ tấn phong, giáo hoàng Gioan Phaolô II có buổi tiếp kiến các tân giám mục và gia đình của họ. Cùng tham dự buổi lễ này có Tổng giám mục Phanxicô Xaviê Nguyễn Văn Thuận, Chủ tịch Hội đồng Giáo hoàng về Công lý và Hòa bình, giám mục chính tòa giáo phận Long Xuyên Gioan Baotixita Bùi Tuần, Đức ông Trần Văn Khả từ Bộ Kỷ luật Bí tích và 20 thành viên gia đình tân giám mục. Một ngày sau đó, ông cùng thân nhân đi Hoa Kỳ sau đó trở về Việt Nam vào cuối tháng. Giám mục Phêrô Trần Đình Tứ chính thức nhận giáo phận Phú Cường ngày 26 tháng 1 cùng năm.
Từ tháng 10 năm 1999, giám mục Trần Đình Tứ đặc trách Hội Thừa sai Việt Nam, sau khoảng thời gian gián đoạn vì hoàn cảnh và ông đảm nhận chức vụ này cho đến tháng 10 năm 2020. Từ năm 2001, giám mục Tứ đảm nhận vai trì chủ tịch Ủy ban Phụng tự trực thuộc Hội đồng Giám mục Việt Nam. Từ năm 2002, giám mục Phêrô Trần Đình Tứ là đại biểu Giáo hội Việt Nam tại các Đại hội Thánh Thể Quốc tế.

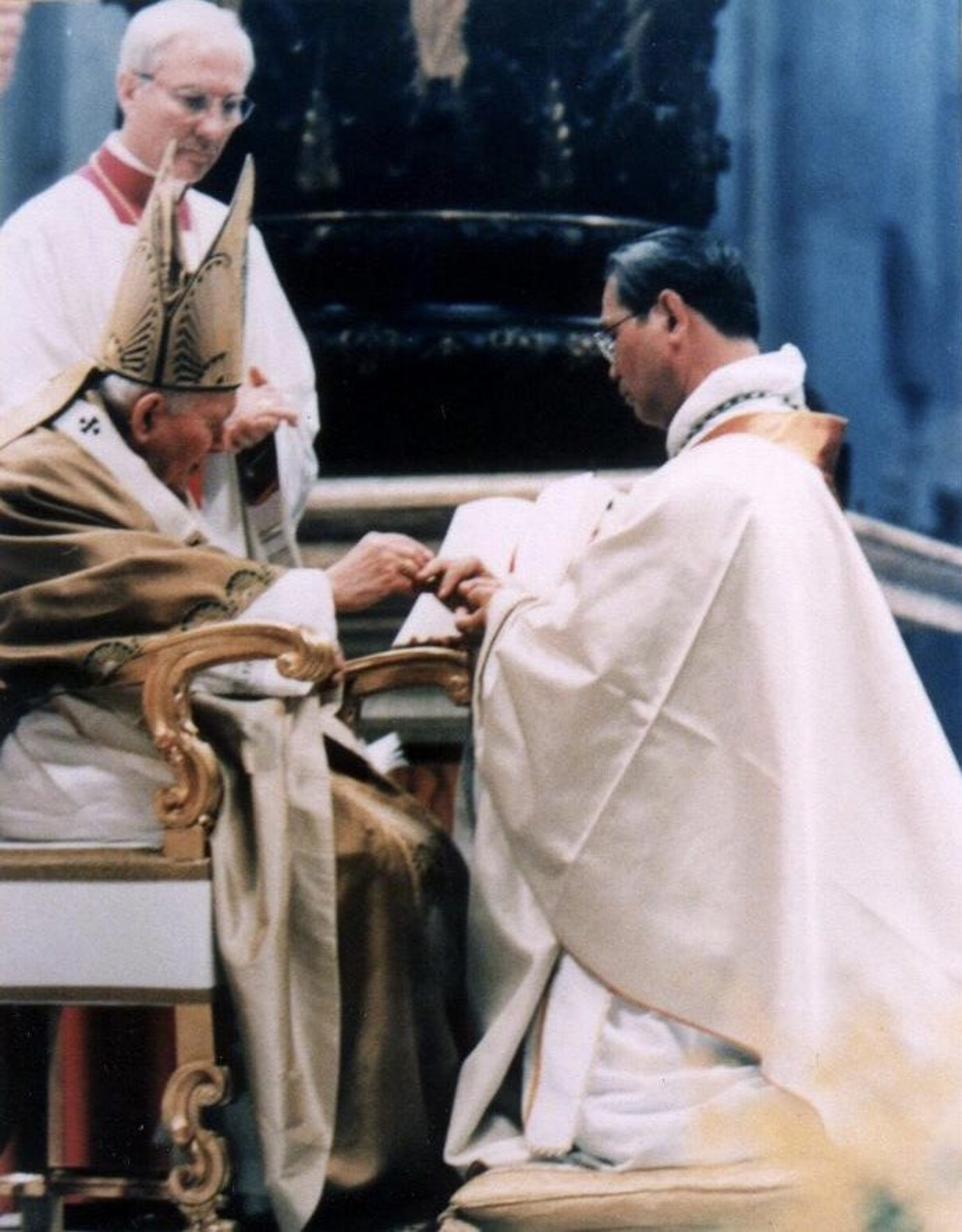
Nghi thức phong chức Giám mục Phêrô Trần Đình Tứ.

Trong Hội đồng Giám mục Việt Nam, ông đảm nhận công tác Chủ tịch Ủy ban Phụng tự và Nghệ thuật thánh nhiệm kỳ 2004 – 2007, sau đó trở thành chủ tịch hai ủy ban: Ủy ban Nghệ thuật thánh và Ủy ban Phụng tự nhiệm kỳ 2007 – 2010. Trong hai nhiệm kỳ kéo dài từ năm 2010 đến năm 2016, Giám mục Tứ chỉ còn đảm nhận chức chủ tịch Ủy ban Phụng tự. Ông cho rằng trách vụ về Uỷ ban Phụng Tự và Hội Thừa Sai là hai trách vụ nặng nề. Riêng vai trò Đặc trách Hội Thừa sai, ông cho biết đã hết lòng từ chối nhưng không được chấp thuận. Ông cho biết ông không có nhiều thời gian để chăm lo cho Hội Thừa Sai. Chỉ hai năm sau khi được tấn phong giám mục, ông bị tai nạn làm đứt hai gân máu não và tiên liệu bị tâm thần, nhưng sau đó được chữa lành.
Năm 2007, giám mục Phêrô Trần Đình Tứ trở thành thành viên Hội đồng Giáo hoàng đặc trách Đối thoại liên tôn.

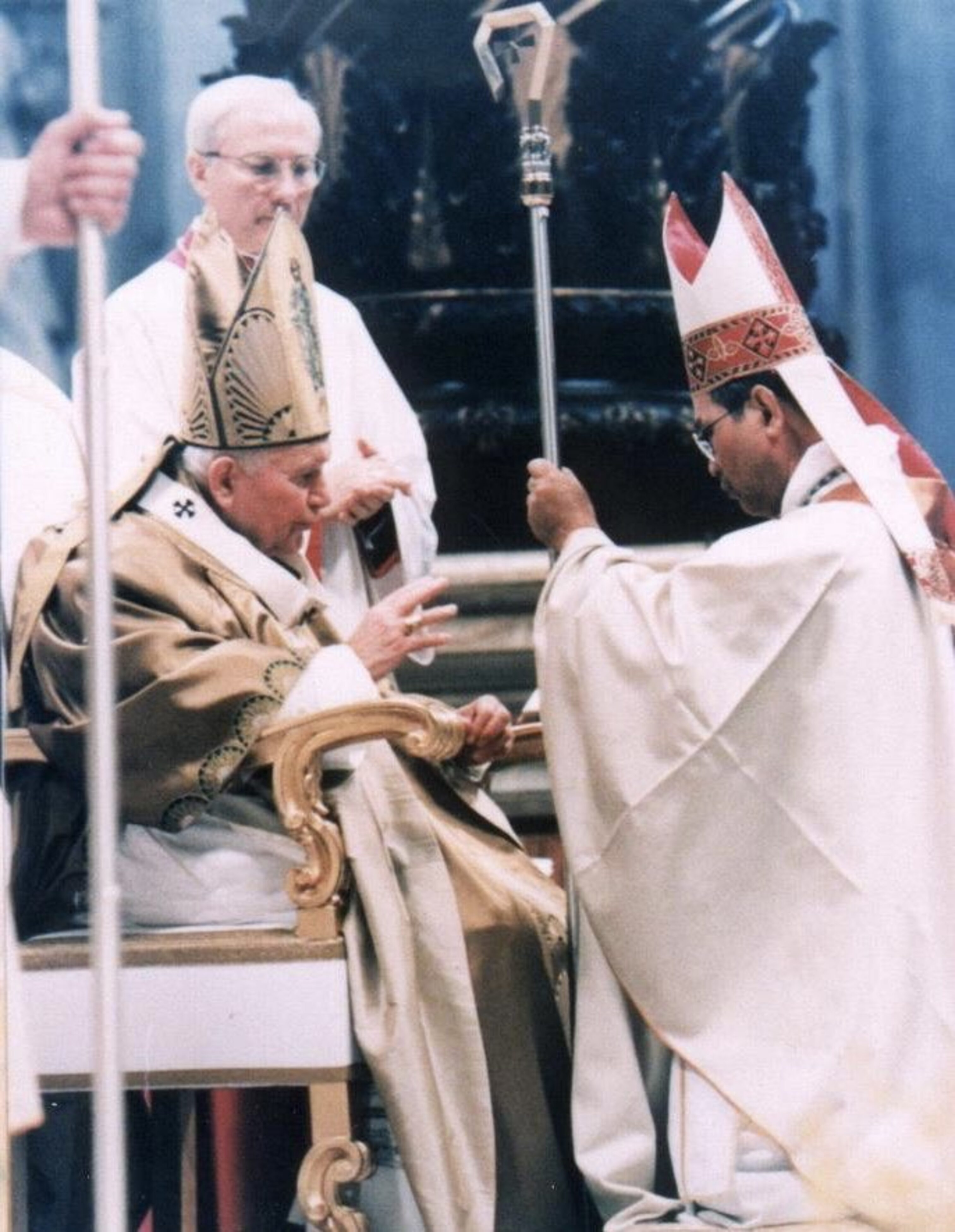
Nghi thức phong chức Giám mục Phêrô Trần Đình Tứ.

Ngày 13 tháng 6 năm 2009, giám mục Trần Đình Tứ cho khởi công xây dựng nhà thờ chính tòa Phú Cường. Trong thời kỳ giám mục, ông đã truyền chức cho khoảng 400 linh mục.
Ngày 30 tháng 6 năm 2012, Giáo hoàng Biển Đức XVI chấp nhận đơn nghỉ hưu của ông theo giáo luật. Giám mục Giuse Nguyễn Tấn Tước chính thức kế vị chức giám mục chính tòa. Giám mục Tước là học trò và cũng là người được Giám mục Phêrô Trần Đình Tứ cho đi du học. Cùng vào ngày này, giáo hoàng cũng chấp thuận đơn từ nhiệm của giám mục Qui Nhơn Phêrô Nguyễn Soạn.
Tuy đã hồi hưu, giám mục Trần Đình Tứ vẫn tiếp tục công việc xây dựng nhà thờ chính tòa Phú Cường cho đến ngày hoàn tất. Sau khi từ nhiệm chức vụ giám mục chính tòa Giáo phận Phú Cường, Giám mục Phêrô Trần Đình Tứ vẫn kiêm nhiệm các chức vụ: Chủ tịch Ủy ban Phụng tự trực thuộc Hội đồng Giám mục Việt Nam, Đặc trách Hội Thừa sai Việt Nam, Thành viên Hội đồng Giáo hoàng đặc trách đối thoại liên tôn, Đại biểu Giáo hội Việt Nam tại Ủy ban Giáo hoàng đặc trách các Đại hội Thánh Thể Quốc tế.
Ngày 6 tháng 1 năm 2014, tại nhà nguyện Giáo phận Phú Cường, Giám mục Phêrô Trần Đình Tứ cử hành lễ tạ ơn kỷ niệm 15 năm Giám mục. Đồng tế trong thánh lễ còn có sự hiện diện của Tổng Giám mục Leopoldo Girelli – Đại diện Tòa Thánh tại Việt Nam và 10 giám mục khác, cùng đông đảo các linh mục, tu sĩ, chủng sinh, giáo dân thuộc các giáo phận Phú Cường, Xuân Lộc, Thành phố Hồ Chí Minh,...

## Tông truyền
Giám mục Phêrô Trần Đình Tứ được tấn phong giám mục năm 1999, thời Giáo hoàng Gioan Phaolô II, bởi:
- Chủ phong: Giáo hoàng Gioan Phaolô II, giáo hoàng Giáo hội Công giáo Rôma.
- Hai vị phụ phong: Tổng giám mục Giovanni Battista Re thành viên Phủ Quốc vụ khanh và tổng giám mục Francesco Monterisi, Thư ký Thánh bộ Giám mục kiêm Thư ký Hồng y đoàn.

Giám mục Phêrô Trần Đình Tứ là Giám mục Chủ phong trong nghi thức truyền chức giám mục cho:
- Năm 2011, Giuse Nguyễn Tấn Tước, hiện đang là giám mục chính tòa Giáo phận Phú Cường.